# Fernando Ossorio

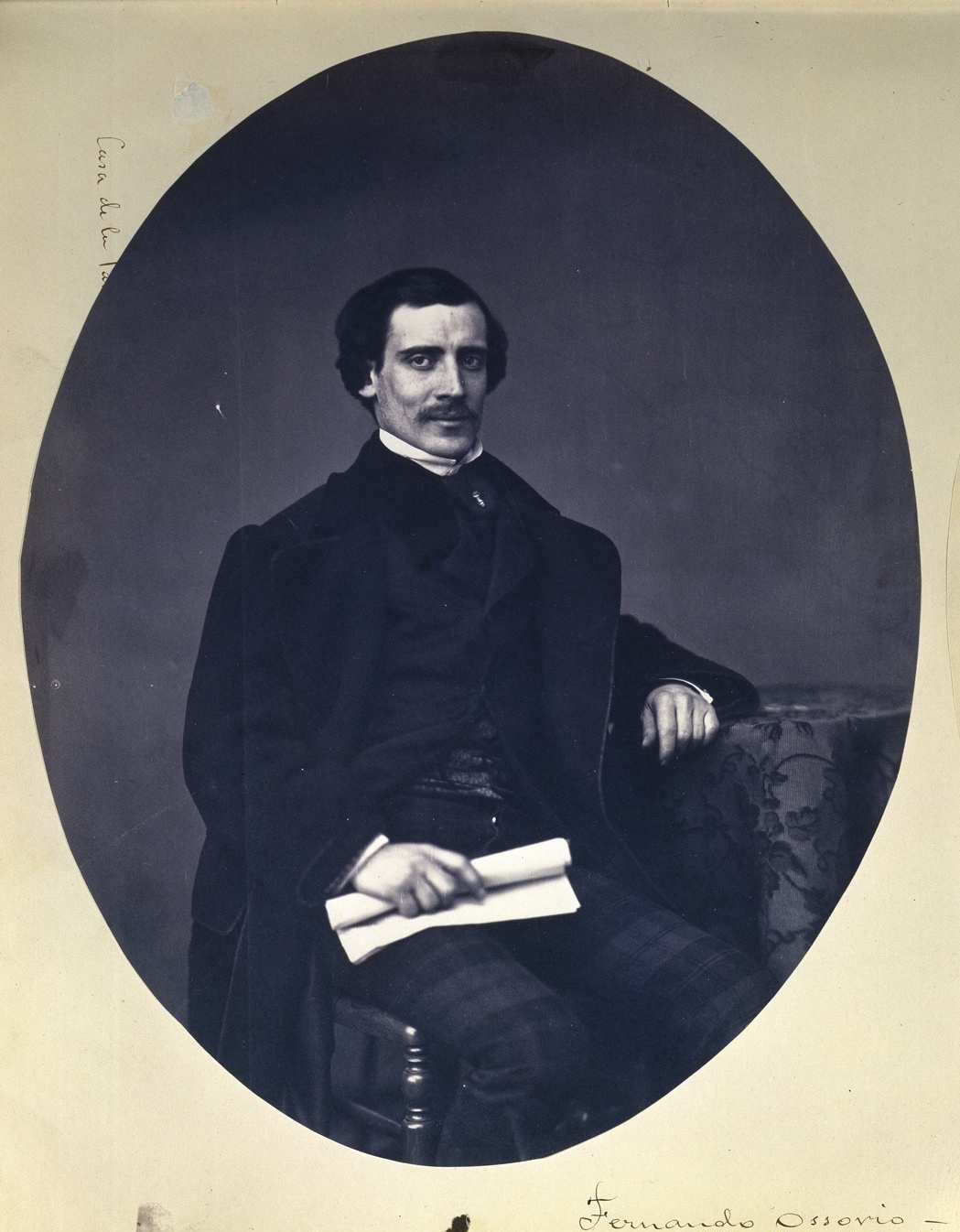
Fernando Ossorio en 1858; fotografía en papel a la sal, Biblioteca Nacional de España

Fernando Ossorio Romero (Sanlúcar de Barrameda, 5 de octubre de 1830-Madrid, 22 de noviembre de 1862) fue un autor y actor teatral español.
Hijo y hermano de comediantes, con trece años ya trabajaba de segundo apuntador en el teatro San Fernando de Sevilla, en el que debutó como actor con la compañía de Joaquín Arjona, de la que también formaban parte la célebre Teodora Lamadrid y sus hermanos Cristina y Manuel. Antes de salir de Sevilla representó, entre otros, los papeles de Calamocha en El sí de las niñas de Leandro Fernández de Moratín y el de Egila en La ley de raza de Juan Eugenio Hartzenbusch.
Con la compañía de Arjona y Teodora Lamadrid se instaló en Madrid en el teatro del Príncipe a los dieciocho años. Trabajó con algunos de los más célebres actores de su época, como Juan Lombía, Julián Romea y José Valero, «maestro y amigo», y fue protector de Emilio Mario. Primer actor de género cómico en la compañía del teatro del Príncipe, estrenó con ella obras como El beso de Judas de Luis Mariano de Larra, que un año después de este estreno casaría con su hermana Cristina, o Una aventura de Tirso, de Eguílaz. A Enrique Pérez Escrich encargó El maestro de baile, la pieza con la que este autor se dio a conocer en Madrid, abriéndole las puertas del teatro. De Escrich estrenó también El cura de aldea, la más popular de sus obras dramáticas, convertida luego en novela. 
Con la compañía de «género andaluz» de José María Dardalla Gutiérrez estrenó en septiembre de 1856 en el teatro del Príncipe La vaquera de la Finojosa, drama en tres actos de Luis de Eguílaz, compartiendo el papel protagonista con la hija del director de la compañía, Cándida Dardalla, jovencita de quince años. La crónica del estreno en La España teatral, poco benevolente con la compañía y los actores que la formaban, inhabilitados «completamente para ejecutar la buena comedia, gracias a los vicios y chocarrerías propias del género especial que estos apreciables actores cultivan por su mal», solo salvaba las prometedoras dotes de la joven actriz y, especialmente, a Ossorio, que no formaba parte de la compañía, del que el crítico de teatros de la revista aseguraba que jamás defraudaba cuando, saliendo de su especialidad, que era el género cómico, asumía papeles de carácter en el drama. Éxito semejante obtuvo inmediatamente con la representación de Dalila, traducción del drama de Octave Feuillet, pero vio frustrado su deseo de convertirse en primer actor de la compañía del teatro del Príncipe y recibió, con la cruz de Carlos III, una pensión del rey para viajar a conocer los teatros de Francia y Alemania, viaje que realizó ya enfermo.
En el género dramático tuvo también una actuación destacada, junto con Balbina Valverde, en la Culebra en el pecho, con la que se presentaba un joven dramaturgo, Javier de Ramírez, estrenada en el teatro del Príncipe el 26 de febrero de 1859. Fue el propio Ramírez —que había sido compañero de estudios de Ossorio en el colegio de San Diego de Sevilla— quien tres años después de este estreno redactó la extensa nota necrológica que La América dedicó al actor, en la que describía el paso del nutrido cortejo fúnebre ante las puertas del teatro Príncipe, cerradas, «ostentando sobre el manto de la orden de Carlos III, que cubría el cerrado ataúd una corona de laurel que ciñó también en otro día las sienes del inmortal satírico Mariano José de Larra».
Como autor dejó piezas como La aurora de la fortuna: comedia en tres actos y en verso, Madrid, 1859; Entre Pinto y Valdemoro o La doble vista: bromazo nuevo, cómico, lírico, óptico, mágico, en un acto y en verso, «original de dos ingenios extramuros», letra de Ricardo Puente y Brañas y Fernando Osorio; música de Javier Gaztambide, manuscrito conservado en la Biblioteca Nacional, y Walter o la huérfana de Bruselas: zarzuela en tres actos y en verso con música de Cristóbal Oudrid y de Javier Gaztambide y Cía, estrenada en el Teatro de la Zarzuela el 5 de abril de 1863, cuando el actor ya había ya fallecido.